# Spoilereffekten
Spoilereffekten är en effekt inom omröstningar mellan kandidater eller omröstningsalternativ som ofta har liknande ideologier eller vallöften. En spoilerkandidats närvaro i valet drar röster från en stor kandidat med liknande politik och orsakar därigenom att en stark motståndare till båda vinner.